# Black Ice
| 총 점수              | 총 점수 |
| 출처                 | 점수    |
| -------------------- | ------- |
| 메타크리틱           | 69/100  |
| 평가 점수            |         |
| 출처                 | 점수    |
| Allmusic             | [ 2 ]   |
| The A.V. Club        | A−      |
| Entertainment Weekly | B−      |
| The Guardian         | [ 5 ]   |
| IGN                  | 7.2/10  |
| The Observer         | [ 7 ]   |
| PopMatters           | [ 8 ]   |
| Rolling Stone        | [ 9 ]   |
| Spin                 | 7/10    |
| Village Voice        | [ 11 ]  |

《Black Ice》는 오스트레일리아의 하드 록 밴드 AC/DC의 열다섯 번째 스튜디오 음반이다. 이 음반은 이 밴드의 국제적으로 발매된 열네 번째 스튜디오 음반이었고 오스트레일리아에서 열다섯 번째 음반이었다. 또한 2008년 10월 17일, 국제적으로 발매되었으며, 브렌던 오브라이언에 의해 제작되었다. 2000년 《Stiff Upper Lip》 이후 이 밴드의 첫 번째 오리지널 음반으로 8년 간의 공백이 AC/DC의 연속 스튜디오 음반들 사이에서 가장 길었다. 《Black Ice》는 AC/DC 스튜디오 음반 중 가장 긴 런닝타임을 가지고 있다.
베이시스트 클리프 윌리엄스가 부상을 입고 밴드가 엘렉트라 레코드에서 소니 뮤직 엔터테인먼트로 레이블을 변경했기 때문에 음반의 성장이 지연되었다. 형제 기타리스트인 앵거스와 맬컴 영의 첫 작곡 세션은 2003년 런던에서 열렸다. 녹음은 2008년 3월과 4월, 캐나다 브리티시컬럼비아주 밴쿠버에 있는 웨어하우스 스튜디오에서 이루어졌다. 오브라이언은 브라이언 존슨의 노래에 "소울 크로잉"을 더하는 등의 제안과 함께 《Ballbreaker》와 《Stiff Upper Lip》의 블루스 지향과는 반대로 밴드의 초기 작품의 록 사운드를 탈환하려고 했다.
《Black Ice》는 창단 리듬 기타리스트 맬컴 영이 치매 진단을 받고 2014년 9월, 밴드를 탈퇴한 뒤 2017년 결국 이 병으로 사망하는 등 밴드의 《Back in Black》 시대의 라인업을 담은 마지막 음반이다. 또한, 앵거스 영을 제외한 이 라인의 다른 모든 멤버들은 밴드의 후속 음반인 《Rock or Bust》가 발매된 직후 2016년 말까지 탈퇴했다.

## 제작
《Black Ice》는 AC/DC의 열다섯 번째 스튜디오 음반 발매와 그들의 열네 번째 국제 발매 음반이다. 이 밴드는 2001년 Stiff Upper Lip World Tour를 마친 후 휴식을 취하다가 2003년 공연을 재개했는데, AC/DC의 로큰롤 명예의 전당 입성 등 8개의 발표회가 있었고, 롤링 스톤스의 Licks Tour를 위해 3개의 콘서트를 열었다. 그 2년 동안 기타리스트인 앵거스 영과 맬컴 영은 따로 음악을 작곡한 뒤 런던의 스튜디오에서 만나 신곡 작업을 했다.
《Black Ice》의 제작은 몇 가지 이유로 지연되었다. AC/DC는 애틀랜틱 레코드를 탈퇴하고 소니 뮤직과 계약을 체결하고 소니 내 레이블을 에픽 레코드에서 컬럼비아 레코드로 변경했다. 베이시스트 클리프 윌리엄스는 2005년 손 부상을 당해 18개월 동안 뛸 수 없었다. 윌리엄스가 회복하는 동안 영 형제는 자신들이 작곡한 곡을 완성했다. 앵거스는 소니로부터 새 음반을 발표하라는 압력이 없었다고 밝혔는데, 그 이유는 레이블이 AC/DC 카탈로그의 DVD와 리마스터를 발매하고 있었기 때문이다. 그래서 그 그룹은 "우리가 모든 상품을 가지고 있다고 생각할 때 우리가 다른 음반을 하겠다고 말할 여유가 있었습니다." 2004년 인터뷰에서, 보컬리스트 브라이언 존슨은 앵거스가 《Stiff Upper Lip》에 있는 것보다 더 어려운 리프를 썼으며, 1988년 음반 《Blow Up Your Video》 이후 처음으로 가사를 쓰겠지만, 《Black Ice》의 모든 트랙이 영 형제에게 인정되어 그의 입력은 미미하게 끝날 것이라고 말했다. 존슨은 형제들이 서정적인 일을 대부분 해냈다고 설명했고, 그의 협업은 "내가 채울 필요가 있다고 생각했던 멜로디와 빈칸만 채웠다"고 했다.
프로듀서 로버트 존 "머트" 랭이 AC/DC와 다시 작업하는 것에 관심을 표명한 반면, 그의 스케줄은 이를 허용하지 않았다. 영 형제가 컬럼비아 레코드의 스티브 바넷 사장에게 전화를 걸어 새 음반의 제작을 발표하자 바넷은 프로듀서 브렌던 오브라이언을 추천했다. 앵거스는 밴드가 1990년대부터 오브라이언과 대화하는 것을 고려해왔으며, "그는 우리에게 매우 유능한 전문가처럼 보였다"며 그와 밴드는 이전에 함께 일하지 않았던 프로듀서와 함께 일함으로써 이득을 볼 것이라고 말했다.

## 곡 목록
모든 곡들은 앵거스 영과 맬컴 영에 의해 작사/작곡하였다.
| #  | 제목                    | 재생 시간 |
| -- | ----------------------- | --------- |
| 1. | 〈Rock 'n' Roll Train〉 | 4:21      |
| 2. | 〈Skies on Fire〉       | 3:34      |
| 3. | 〈Big Jack〉            | 3:57      |
| 4. | 〈Anything Goes〉       | 3:22      |

| #  | 제목                     | 재생 시간 |
| -- | ------------------------ | --------- |
| 5. | 〈War Machine〉          | 3:09      |
| 6. | 〈Smash 'n' Grab〉       | 4:06      |
| 7. | 〈Spoilin' for a Fight〉 | 3:17      |
| 8. | 〈Wheels〉               | 3:28      |

| #   | 제목                        | 재생 시간 |
| --- | --------------------------- | --------- |
| 9.  | 〈Decibel〉                 | 3:34      |
| 10. | 〈Stormy May Day〉          | 3:10      |
| 11. | 〈She Likes Rock 'n' Roll〉 | 3:53      |
| 12. | 〈Money Made〉              | 4:15      |

| #   | 제목                    | 재생 시간 |
| --- | ----------------------- | --------- |
| 13. | 〈Rock 'n' Roll Dream〉 | 4:41      |
| 14. | 〈Rocking All the Way〉 | 3:22      |
| 15. | 〈Black Ice〉           | 3:25      |

## 인증
| 국가                                                                                         | 인증        | 판매량/출하량 |
| -------------------------------------------------------------------------------------------- | ----------- | ------------- |
| 아르헨티나 (CAPIF)                                                                           | 2× 플래티넘 | 80,000^       |
| 오스트레일리아 (ARIA)                                                                        | 5× 플래티넘 | 350,000^      |
| 오스트리아 (IFPI 오스트리아)                                                                 | 3× 플래티넘 | 60,000*       |
| 벨기에 (BEA)                                                                                 | 2× 플래티넘 | 60,000*       |
| 브라질 (Pro-Música Brasil)                                                                   | 2× 플래티넘 | 120,000       |
| 캐나다 (뮤직 캐나다)                                                                         | 5× 플래티넘 | 341,000       |
| 덴마크 (IFPI Danmark)                                                                        | 4× 플래티넘 | 80,000        |
| 핀란드 (Musiikkituottajat)                                                                   | 2× 플래티넘 | 49,660        |
| 프랑스 (SNEP)                                                                                | 2× 플래티넘 | 400,000*      |
| 독일 (BVMI)                                                                                  | 5× 플래티넘 | 1,000,000^    |
| 그리스 (IFPI 그리스)                                                                         | 플래티넘    | 15,000^       |
| 헝가리 (MAHASZ)                                                                              | 2× 플래티넘 | 12,000^       |
| 아일랜드 (IRMA)                                                                              | 2× 플래티넘 | 30,000^       |
| 이탈리아 2008 sales                                                                          | —           | 150,000       |
| 이탈리아 (FIMI) sales since 2009                                                             | 골드        | 30,000*       |
| 일본                                                                                         | —           | 54,064        |
| 네덜란드 (NVPI)                                                                              | 플래티넘    | 60,000^       |
| 뉴질랜드 (RMNZ)                                                                              | 2× 플래티넘 | 30,000^       |
| 폴란드 (ZPAV)                                                                                | 플래티넘    | 20,000*       |
| 포르투갈 (AFP)                                                                               | 골드        | 10,000^       |
| 러시아 (NFPF)                                                                                | 플래티넘    | 20,000*       |
| 스페인 (PROMUSICAE)                                                                          | 플래티넘    | 80,000^       |
| 스웨덴 (GLF)                                                                                 | 2× 플래티넘 | 80,000^       |
| 스위스 (IFPI 스위스)                                                                         | 4× 플래티넘 | 120,000^      |
| 영국 (BPI)                                                                                   | 플래티넘    | 300,000^      |
| 미국 (RIAA)                                                                                  | 2× 플래티넘 | 2,000,000^    |
| 요약                                                                                         |             |               |
| 유럽 (IFPI)                                                                                  | 2× 플래티넘 | 2,000,000*    |
| *판매량을 기반으로 한 인증 · ^출하량을 기반으로 한 인증 · 판매량+스트리밍을 기반으로 한 인증 |             |               |